# لازلو بوداي
لازلو بوداي (بالمجرية: Budai László)‏ (مواليد 19 يوليو 1928) هو لاعب كرة قدم. يلعب مع منتخب المجر لكرة القدم. سبق له أن لعب في كأس العالم لكرة القدم مع منتخب بلاده.

## روابط خارجية
- لاسلو بوداي على موقع الاتحاد الدولي (مؤرشف)  (الإنجليزية)
- لاسلو بوداي على موقع قاعدة بيانات كرة القدم.إي يو (الإنجليزية)
- لاسلو بوداي على موقع بيانات كرة القدم. دي إي (الألمانية)
- لاسلو بوداي على موقع ناشيونال فوتبول تيمز (الإنجليزية)
- لاسلو بوداي على موقع Soccerway.com (الإنجليزية)
- لاسلو بوداي على موقع عالم كرة القدم.نت (الإنجليزية)
- لاسلو بوداي على موقع أوليمبيديا (الإنجليزية)